# Casto Espinosa Barriga
Casto Espinosa Barriga (Badajoz, 18 de juny de 1982) és un futbolista professional extremeny, que ocupa la posició de porter.

## Trajectòria
Després de romandre durant quatre anys al Mérida UD (en els quals hi juga set partits), es trasllada al 2003 al CD Logroñés. A l'any següent recala a l'Albacete Balompié, on combina el filial amb les convocatòries en el primer equip.
El 2006 és fitxat pel Reial Betis. En principi és el tercer porter, per darrere de Contreras i Doblas, a la vegada que hi milita al Betis B. A la temporada 07/08, la marxa de l'extremeny i la lesió de Doblas el deixen com a segon porter, per darrere del portuguès Ricardo Pereira. El desembre del 2007, debuta a la màxima categoria. El març del 2008, arriba a discutir-li la titularitat a Pereira.
La temporada campanya següent, l'extremeny comença com a porter titular, condició que perdria a mitja temporada.